# Aida (1953)
Aida ist eine italienische Verfilmung der Oper Aida von Giuseppe Verdi aus dem Jahr 1953.

## Handlung
Die Handlung entspricht derjenigen der Oper.

## Produktionsnotizen
Renata Tebaldi wurde ursprünglich für die Rolle der Aida gecastet, entschied sich aber, nicht in dem Film aufzutreten. Auch Gina Lollobrigida wurde für die Rolle in Betracht gezogen, bevor Sophia Loren gecastet wurde. Loren behauptete, Lollobrigida habe die Rolle abgelehnt, weil diese nicht von Renata Tebaldi synchronisiert werden wollte, also übernahm Loren die Rolle und sagte: „Ich konnte es mir nicht leisten, so stolz zu sein“. Dies war Lorens erste Hauptrolle und ihre Leistung wurde von der Kritik hoch gelobt.
Bekanntheit erlangte auch die südamerikanische Version, da dort die Hauptdarstellerinnen „oben ohne“ auftraten.

## Veröffentlichungen
Der Film wurde bei den Filmfestspielen von Cannes 1987 außer Konkurrenz gezeigt.